# Kristian Álvarez
Kristian Omar Álvarez Núñez  (Zapotlanejo, Jalisco, México; 20 de abril de 1992) es un futbolista mexicano, juega de defensa central y su actual club son los Alebrijes de Oaxaca de la Liga de Expansión MX.

## Trayectoria

### Inicios y Club Deportivo Guadalajara
Durante su infancia Kristian jugaba como portero y al iniciar su carrera en el equipo de la Tercera División de México del Club Deportivo Guadalajara en 2007 comenzó a jugar como defensa central. En el 2008 participó con Chivas San Rafael, equipo filial de Guadalajara en la Segunda División de México. A partir de la temporada 2009-10 comenzó a jugar con la categoría Sub-17 de la institución y en 2010 empezó a tener participaciones con la categoría Sub-20.
Para el Torneo Clausura 2011, José Luis Real lo llevó al primer equipo y el sábado 23 de abril de 2011 debutó en primera división, fue titular ante el equipo de Cruz Azul, jugó los 90 minutos y el partido terminó empatado a un gol. Tras tener poca participación durante el año, logró finalmente la titularidad en el Clausura 2012. Tuvo su primera participación internacional el 7 de febrero de 2012, en un partido de la Copa Libertadores 2012 ante Deportivo Quito que terminó empatado 1-1. Álvarez participó en cinco encuentros y su equipo fue eliminado en la primera fase de la competencia.
A partir del Apertura 2013, Álvarez fue continuamente suplente y tenía participación mayormente en la Copa México, en donde anotó su primer gol como profesional el 27 de agosto de 2014 ante el Club Zacatepec durante la reinauguración del Estadio Agustín Coruco Díaz, el encuentro terminó a favor de Guadalajara por marcador de 0-2. Llegó a la final de la Copa México Clausura 2015, pero perdió el encuentro 4-2 ante Puebla en el Estadio Olímpico de la BUAP.

### Club Santos Laguna
El 10 de junio de 2015, durante el draft del fútbol mexicano, se anunció su préstamo por un año con opción a compra al Club Santos Laguna, equipo que venía de lograr el campeonato de liga. El 7 de agosto de 2016, en un encuentro ante Puebla, tuvo que jugar los últimos minutos del partido como portero debido a que Agustín Marchesín sufrió una lesión y los cambios ya se habían agotado.

### Tiburones Rojos de Veracruz
El 28 de noviembre de 2016 se confirmó su fichaje por los Tiburones Rojos de Veracruz, en calidad de Préstamo.

### Salamanca CF UDS
El 20 de julio de 2019, firma con el Salamanca CF UDS de la Segunda División B de España.

## Selección nacional

### Categorías inferiores
México Sub-17
En 2008 disputó con la Selección de fútbol sub-17 de México partidos amistosos. Fue convocado por José Luis González China para disputar el Campeonato Sub-17 de la Concacaf de 2009, jugó como titular los tres partidos que disputó, anotó dos goles ante Guatemala, obtuvo la victoria en todos ellos y consiguió el pase a la Copa Mundial de la categoría. Fue convocado de nueva cuenta, esta vez para disputar la Copa Mundial de Fútbol Sub-17 de 2009, participó en todos los encuentros como titular y México fue eliminado en octavos de final por Corea del Sur. Álvarez fue el capitán de la selección.
México Sub-20
En marzo de 2011 fue convocado por Juan Carlos Chávez para disputar el Campeonato Sub-20 de la Concacaf, disputó todos los partidos como titular y anotó un gol ante la selección de Canadá. En la final, México derrotó a Costa Rica y se alzó con el título de campeón. Unos meses después fue convocado para disputar la Copa Mundial de Fútbol Sub-20 de 2011. Tuvo participación en cinco encuentros y México terminó como tercer lugar de la competencia.
México Sub-21
En mayo de 2011 fue seleccionado para participar en el Torneo Esperanzas de Toulon de 2011, jugó cuatro partidos del torneo y México perdió el partido por el tercer lugar ante Italia.

### Selección absoluta
En junio de 2011, fue uno de los jugadores llamados a la Selección de fútbol de México por Luis Fernando Tena para disputar la Copa América 2011 en reemplazo de los ocho que fueron dados de bajo por organizar una fiesta en el hotel de concentración. Álvarez no tuvo participación a lo largo del torneo y México fue eliminado de la competencia en fase de grupos.

## Estadísticas
Actualizado al último partido jugado el 4 de agosto de 2024.

### Clubes
| C. D. Guadalajara · México |               |               |     |    |    |   |   |    |     |    |
| 1.ª | 2010-11       | 4             | 0   | -  | -  | - | - | 4  | 0   |    |
| 1.ª | 2011-12       | 19            | 0   | -  | -  | 5 | 0 | 24 | 0   |    |
| 1.ª | 2012-13       | 24            | 0   | -  | -  | - | - | 24 | 0   |    |
| 1.ª | 2013-14       | 9             | 0   | 10 | 0  | - | - | 19 | 0   |    |
| 1.ª | 2014-15       | 3             | 0   | 16 | 1  | - | - | 19 | 1   |    |
| Total club | Total club    | 59            | 0   | 26 | 1  | 5 | 0 | 90 | 1   |    |
| C. Santos Laguna · México |               |               |     |    |    |   |   |    |     |    |
| 1.ª | 2015-16       | 8             | 0   | -  | -  | 2 | 0 | 10 | 0   |    |
| 1.ª | 2016          | 8             | 0   | 4  | 0  | - | - | 12 | 0   |    |
| Total club | Total club    | 16            | 0   | 4  | 0  | 2 | 0 | 22 | 0   |    |
| Veracruz · México |               |               |     |    |    |   |   |    |     |    |
| 1.ª | C-2017        | 11            | 1   | -  | -  | - | - | 11 | 1   |    |
| 1.ª | A-2017        | 12            | 0   | 1  | 0  | - | - | 13 | 0   |    |
| Total club | Total club    | 23            | 1   | 1  | 0  | 0 | 0 | 24 | 1   |    |
| Leones Negros · México |               |               |     |    |    |   |   |    |     |    |
| 2 | 2018          | 19            | 2   | 0  | 0  | - | - | 19 | 2   |    |
| 2 | 2018-19       | 23            | 1   | 1  | 0  | - | - | 24 | 1   |    |
| Total club | Total club    | 42            | 2   | 1  | 0  | 0 | 0 | 43 | 3   |    |
| Salamanca UDS · España |               |               |     |    |    |   |   |    |     |    |
| 4.ª | 2019-20       | 16            | 1   | -  | -  | - | - | 16 | 1   |    |
| 4.ª | 2020-21       | 15            | 0   | -  | -  | - | - | 15 | 0   |    |
| 4.ª | 2021-22       | 31            | 0   | -  | -  | - | - | 31 | 0   |    |
| Total club | Total club    | 62            | 1   | 0  | 0  | 0 | 0 | 62 | 1   |    |
| C. A. La Paz · México | 2.ª           | 2023          | 12  | 5  | -  | - | - | -  | 12  | 5  |
| C. A. La Paz · México | 2.ª           | 2023-24       | 30  | 1  | -  | - | - | -  | 28  | 1  |
| C. A. La Paz · México | 2.ª           | 2024-25       | 4   | 0  | -  | - | - | -  | 4   | 0  |
| C. A. La Paz · México | Total club    | Total club    | 46  | 6  | 0  | 0 | 0 | 0  | 46  | 6  |
| Total carrera | Total carrera | Total carrera | 248 | 10 | 32 | 1 | 7 | 0  | 287 | 11 |
| (1)Incluye datos de la Copa México (2)Incluye datos de la Copa Libertadores de América (2012) y Concacaf Liga Campeones (2015-16) |               |               |     |    |    |   |   |    |     |    |

### Selecciones
| Competición                              | Categoría | Sede      | Resultado        | PJ | G |
| ---------------------------------------- | --------- | --------- | ---------------- | -- | - |
| Campeonato Sub-17 de la Concacaf de 2009 | Sub-17    | México    | Clasificado      | 3  | 2 |
| Copa Mundial de Fútbol Sub-17 de 2009    | Sub-17    | Nigeria   | Octavos de final | 4  | 0 |
| Campeonato Sub-20 de la Concacaf de 2011 | Sub-20    | Guatemala | Campeón          | 5  | 1 |
| Copa Mundial de Fútbol Sub-20 de 2011    | Sub-20    | Colombia  | Tercer lugar     | 5  | 0 |
| Torneo Esperanzas de Toulon de 2011      | Sub-21    | Francia   | Cuarto lugar     | 4  | 0 |
| Copa América 2011                        | Absoluta  | Argentina | Primera fase     | 0  | 0 |
| Total                                    | –         | –         | –                | 21 | 3 |

### Resumen estadístico
| Competencia                | Partidos | Goles |
| -------------------------- | -------- | ----- |
| Liga                       | 67       | 0     |
| Copas nacionales           | 26       | 1     |
| Copas internacionales      | 7        | 0     |
| Selección de México Sub-21 | 4        | 0     |
| Selección de México Sub-20 | 10       | 1     |
| Selección de México Sub-17 | 7        | 2     |
| Total                      | 121      | 4     |

## Palmarés

### Campeonatos nacionales
| Título               | Equipo             | País   | Año     |
| -------------------- | ------------------ | ------ | ------- |
| Campeón de Campeones | Club Santos Laguna | México | 2014-15 |

### Campeonatos internacionales
| Título                           | Equipo                     | País      | Año  |
| -------------------------------- | -------------------------- | --------- | ---- |
| Campeonato Sub-20 de la Concacaf | Selección de México Sub-20 | Guatemala | 2011 |